# Габельсбергер, Франц Ксавер
Франц Ксавер Габельсбергер (нем. Franz Xaver Gabelsberger; 9 февраля 1789, Мюнхен, — 4 января 1849, Мюнхен) — основатель стенографии в Германии и изобретатель новой её системы.

## Биография
Он издал получившие большое распространение в публике школьные прописи и Mechan. Rechentafeln, занимался изучением языков, мнемоникой, пазиграфией, криптографией, искусством дешифрировать письмена и изобретением скорописи. Все эти занятия помогали ему пролагать новые пути в стенографии. После введения в Баварии конституции и открытия парламентских дебатов он сделал стенографию главным предметом своих занятий. Он остановился на мысли, что видимые знаки, передающие звуки языка, должны быть приноровлены к организму и механизму человеческой речи. Эту основную мысль своей системы Габельсбергер постоянно проводил во всех усовершенствованиях её, которыми он занимался в продолжение 30 лет. Габельсбергер написал: Anleitung zur deutschen Redezeichenkunst (Мюнхен, 1834; 2 изд. 1850), Neue Vervollkommungen u. s. w. (Мюнхен, 1843; 2 изд. 1850), Stenographisches Lesebuch (Мюнхен, 1838).
Ученики Габельсбергера основали «Габельсбергское главное стенографическое общество», которое, пользуясь оставшимися после Габельсбергера бумагами, переиздало его главное сочинение Lehrgebäude der Stenographie (Мюнхен, 1850).

## Память
- В 1890 году в Мюнхене установлен Памятник Францу Ксаверу Габельсбергеру.